# Hervé Rey
Pour les articles homonymes, voir Rey.
Hervé Rey est un acteur, metteur en scène et directeur artistique français.
Actif dans le doublage, il est notamment la voix française de Kerr Smith, Sam Huntington ou encore Josh Brener. Il est aussi connu pour être la voix, dans l'univers Disney, du personnage Peter Pan, dans toutes ses apparitions, ainsi que de Porcinet.
Il est également directeur artistique de la compagnie théâtrale Seizième Étage.

## Biographie
Hervé Rey commence à tourner à l'âge de 10 ans. S'ensuivent une trentaine de films et téléfilms sous la direction de Claude Berri, Marcel Bluwal, Frédéric Mermoud, Frédéric Jardin, Serge Moati, Peter Kassovitz, Claude Goretta, Véra Belmont, Joyce Buñuel ou Jean-Jacques Beineix.
Il incarne le personnage de Didier dans les saisons 6 et 7 de la série Engrenages.
Il joue dans une dizaine de pièces dont la première est mise en scène par Jean Le Poulain.Il est remarqué par Raymond Gérôme qui lui confie en 1986 le rôle de Billy dans La Maison du lac, aux côtés de Jean Marais et Edwige Feuillère. Par la suite, il partage la scène avec Élodie Navarre, Arnaud Denis, Micheline Dax, Patrick Préjean, Gérard Rinaldi et Marie-France Santon. Il joue pendant deux ans Poil de Carotte en version comédie musicale au théâtre Hébertot et en tournée. Formé chez Jean Périmony et Jean-Laurent Cochet, il suit des stages avec Jack Waltzer et Sébastien Bonnabel.
Depuis 2016, il est récurrent dans la série de Canal+, Engrenages.
En 2018, il participe à la création d’Helsingør, pièce de théâtre immersif inspirée d’Hamlet et montée par Léonard Matton à Paris. La pièce est reprise au château de Vincennes à l'automne 2019, en 2020 puis en 2024,,,.
En 2022, il crée le monologue Je venais voir la mer, écrit pour lui par Nicolas Girard-Michelotti. Les premières représentations ont lieu aux Plateaux Sauvages[source secondaire souhaitée] à Paris.
Il prête parallèlement sa voix pour des doublages, aussi bien parlés que chantés. Depuis 1992, il double Peter Pan dans tous les films et téléfilms des studios Disney. En 2001, il double Porcinet en remplacement de Roger Carel dans Winnie l'ourson : Bonne Année. Dès lors, il devient la voix officielle de Porcinet. Il est également la voix française régulière de Sam Huntington, Kerr Smith, DJ Qualls et Josh Brener.

## Théâtre
- 1986 : La Maison du lac d'Ernest Thompson, mise en scène Raymond Gérôme, théâtre Montparnasse
- 1986 : De doux dingues de Michel André, mise en scène Jean Le Poulain, théâtre des Nouveautés
- 1988 : Dépêche toi, c'est shabbat de J. Azoulay, mise en scène de l'auteur, théâtre des Presles (Épinay-sur-Seine)
- 1988 : Navassart de B. Ganimian, mise en scène Hubert Drac, Zénith de Paris
- 1989-1991 : Poil de carotte, comédie musicale d'après Jules Renard, mise en scène Jean-Jacques Dulon, théâtre Hébertot et tournée[11]
- 1994 : Les Saisons de l'amour de B. Friel, mise en scène Annabelle Roux, espace Kiron et tournée
- 1995 : Gwendoline de Laurence Jyl, mise en scène François Guérin, théâtre des Nouveautés et tournée
- 1997 : La Camisole de Joe Orton, mise en scène Pierre Santini, théâtre de l'Ouest parisien et tournée[12]
- 2004 : La Tête dans le guidon de Jean-Christophe Barc, mise en scène K. Letellier et A. Jeanbart, Lucernaire
- 2006 : 60 degrés de Jean Franco et J. Paza, mise en scène Méliane Marcaggi, comédie des Trois-Bornes
- 2008 : Trazom, la comédie musicale, théâtre des Variétés : Leppo[13]
- 2010 : L'Illusionniste de Sacha Guitry, mise en scène Tristan Petitgirard, théâtre Le Ranelagh[14]
- 2013-2016 : Le Misanthrope de Molière, mise en scène Michèle André, La Cigale, festival off d'Avignon 2014 et tournée [15]
- 2018-2024 : Helsingør, château d'Hamlet, mise en scène Léonard Matton, Le Secret (Paris) et Château de Vincennes[16],[17]
- 2022-2025 : Je venais voir la mer[18],[19] de Nicolas Girard-Michelotti, mise en scène par Nicolas Petisoff. Création aux Plateaux Sauvages[20],[21]

## Filmographie

### Cinéma

#### Longs métrages
- 1985 : Rouge Baiser de Véra Belmont
- 1990 : Uranus de Claude Berri : Pierre
- 1991 : IP5 de Jean-Jacques Beineix (non crédité)
- 1999 : La Taule de Alain Robak : l'homo
- 2000 : Change-moi ma vie de Liria Bégéja : l'assistant de Raphaël Dahan
- 2014 : Les Compagnons de la pomponette de Jean-Pierre Mocky : le Dominicain

#### Courts métrages
- 2003 : Effet de tragédie d'Émilie et Sarah Barbault
- 2004 : Au point mort d'Émilie et Sarah Barbault
- 2004 : Les Millionnaires d'Olivier Jean
- 2006 : Acting Spirit de Julien Sibre
- 2012 : Quarante de Nicolas Koretzky et lui-même
- 2015 : Au parloir d'Antoine Minjoz
- 2015 : Les Rêves de Théo Thiant
- 2015 : Participer de Théo Thiant
- 2016 : L'Attente du retour d'Émilie Rault
- 2016 : Je suis le chauffeur de Lucas Le Roux
- 2016 : L'Étui rouge[22] de Loran Perrin : le prof de musique
- 2019 : Les Arbres[23],[24] de Victor-Hadrien Aureillan : Nathan

### Télévision
- 1984 : L'Enfant bleu de Yvan Butler: Guillaume[25],[26],[27]
- 1984 : La Barbe-bleue de Alain Ferrari : Pierrot
- 1984 : Le Rébus de  Alain Boudet
- 1984 : Les Cinq Dernières Minutes, épisode Mort d'homme de Johannick Desclercs : l'enfant
- 1986 : Village sous influence de  Alain Boudet
- 1987 : La Croisade des enfants de Serge Moati : Noirot[28],[29],[30]
- 1990 : Stirn et Stern de  Peter Kassovitz : Philippe
- 1990-1991 : Les Ritals de  Marcel Bluwal : Aurelio
- 1991 : Maigret, épisode Maigret et la Grande Perche : le vendeur de la quincaillerie
- 1992 : FDM, épisode Au bord de la crise de nerfs de Sylvie Durepaire
- 1992-1993 : Beaumanoir : Noël Fonroque[31]
- 1993 : L'Instit de Gérard Gozlan
- 1994 : Garde à vue, épisode Journal intime  de  Marco Pauly
- 1994 : Lise ou l'Affabulatrice de  Marcel Bluwal
- 1997 : La Dernière des romantiques de Joyce Buñuel : le maquilleur
- 2009 : Femmes de loi, épisode Bleu comme la mort de Klaus Biedermann : Deroy
- 2016-2018 : Engrenages de Frédéric Jardin et Frédéric Mermoud : Didier (saisons 6 et 7)
- 2016 : Lanester, épisode Les Enfants de la dernière pluie de Jean-Marc Brondolo
- 2017 : Like Me de Romuald Boulanger : le père de Like
- 2017 : JUMO de Stéphane Marelli : Olivier
- 2020 : Une affaire française de Christophe Lamotte : le juge de la Haute Cour de Justice
- 2025 : HPI de Mona Achache : Le contrôleur
- 2025 : C'est qui le chef ? d'Aude Gogny-Goubert : Benoit Debruyne

## Doublage
Note : Les dates inscrites en italique correspondent aux sorties initiales des films dont Hervé Rey a assuré le redoublage.

### Cinéma

#### Films
- Josh Brener dans (5 films) :
  - Les Stagiaires (2013) : Lyle Spaulding
  - The Front Runner (2018) : Doug Wilson
  - Meilleurs colocs (en) (2022) : Sid
  - Old Dads (2023) : Dana
  - Carry-On (2024) : Herschel
- Kerr Smith dans (4 films) :
  - Les Vampires du désert (2001) : Sean
  - La Dernière traque (en) (2002) : Steve Hillman
  - Sexe Intentions 3 (2004) : Patrick Bales
  - Meurtres à la St-Valentin (2009) : Axel Palmer
- David Krumholtz dans :
  - Les Valeurs de la famille Addams (1993) : Joel Glicker
  - L'amour n'est qu'un jeu (2001) : Jason
  - You Stupid Man (2002) : Owen
- Aziz Ansari dans :
  - 30 minutes maximum (2011) : Chet
  - [S]ex List (2011) : Jay
  - C'est la fin (2013) : Aziz Ansari[n 1]
- Jozef Gjura (it) Dan :
  - Tellement beau (2020) : Jacopo
  - Encore plus beau (it) (2021) : Jacopo
  - Toujours plus beau (it) (2021) : Jacopo
- Edward Furlong dans :
  - Le Poids du déshonneur (1996) : Jacob Ryan
  - The Green Hornet (2011) : Tupper
- John McCrea (en) dans :
  - Cruella (2021) : Artie
  - Tout le monde parle de Jamie (2021) : Hugo Battersby / « Loco Channel » jeune
- 1978[32] : Corvette Summer : Kootz (Danny Bonaduce)
- 1979[33] : Apocalypse Now : le sergent ravitailleur (Tom Mason)
- 1980[34] : Une nuit folle, folle : Scott Larson (Michael J. Fox)
- 1984[35] : Il était une fois en Amérique : Noddles jeune (Scott Tiler) et Davis Bailey (Rusty Jacobs)
- 1985 : Martin's Day : Martin (Justin Henry)
- 1986 : Le Fleuve de la mort : Tony (Josh Richman)
- 1987 : Superman 4 : Jeremy (Damian McLawhorn)
- 1987 : Un couple à la mer : Charlie Proffitt (Jared Rushton)
- 1988 : Poltergeist 3 : Martin Moyer (Paul Graham)
- 1988 : Cocoon, le retour : David (Barret Oliver)
- 1989 : Chérie, j'ai rétréci les gosses : Ron Thompson (Jared Rushton)
- 1989 : Vidéokid : L'Enfant génial[36] : Lucas (Jackey Vinson)
- 1990 : Maman, j'ai raté l'avion : Rod McCallister (Jedidiah Cohen)
- 1990 : Hook ou la Revanche du capitaine Crochet : Thud Butt (Raushan Hammond)
- 1991 : L'École des héros : Derek Yogurt (Shawn Phelan)
- 1992 : Dracula : le vendeur de journaux (Daniel Newman)
- 1993 : Blessures secrètes : Arthur Gayle (Jonah Blechman)
- 1993 : Sacré Robin des Bois : un enfant (Corbin Allred)
- 1994 : Les trois ninjas contre-attaquent : Glam (Dustin Nguyen)
- 1995 : The Basketball Diaries : Pedro (James Madio)
- 1995 : USS Alabama : Danny Rivetti (Danny Nucci)
- 1996 : Race the Sun : Marco Quito (Dion Basco)
- 1998 : Big Party : William Lichter (Charlie Korsmo)
- 2000 : Eh mec ! Elle est où ma caisse ? : Jeff (Timmy Williams)
- 2000 : Wonder Boys : James Leer (Tobey Maguire)
- 2000 : Road Trip : Kyle (DJ Qualls)
- 2000 : Cœur de dragon : Un nouveau départ : Geoff (Christopher Masterson)
- 2000 : J'emporterais ton âme : Ronnie (Dublin James)
- 2001 : Jason X : Azrael (Dov Tiefenbach)
- 2001 : Comme chiens et chats : l'un des frères de Lou [Qui ?] (voix)
- 2002 : Calculs meurtriers : Justin Pendleton (Michael Pitt)
- 2003 : Sexe, Lycée et Vidéo : Fred (Tony Denman)
- 2005 : Génération Rx : Billy (Justin Chatwin)
- 2005 : Deepwater : Nat Banyon (Lucas Black)
- 2006 : Wilderness : Steve (Stephen Wight)
- 2006 : Ricky Bobby : Roi du circuit : Glenn (Jack McBrayer)
- 2008 : Tonnerre sous les tropiques : Damien Cockburn (Steve Coogan)
- 2009 : Fast and Furious 4 : Dwight (Greg Cipes)
- 2010 : Marmaduke : Giuseppe (Christopher Mintz-Plasse) (voix)
- 2010 : The Social Network : Bob (Mark Saul)
- 2011 : Hobo with a Shotgun : Slick, fils de The Drake (Gregory Smith)
- 2012 : Django Unchained : l'un des hommes avec les sacs sur la tête [Qui ?]
- 2012 : Lock Out : Mace (Tim Plester (en))
- 2013 : My Movie Project : Brian (Jack McBrayer)
- 2014 : Veronica Mars : Luke Haldeman (Sam Huntington)
- 2014 : Le Juge : Joe Palmer (Paul-Emile Cendron)
- 2015 : Le Dernier Loup : Chen Zhen (Feng Shaofeng)[37]
- 2015 : Le Nouveau Stagiaire : Lewis (Jason Orley)
- 2015 : The Big Short : Le Casse du siècle : Charlie Geller (John Magaro)
- 2016 : Florence Foster Jenkins : Cosmé McMoon (Simon Helberg)
- 2017 : Le Grand Jeu : joueur X (Michael Cera)
- 2017 : Pire Soirée : Peter (Paul W. Downs)
- 2017 : Little Italy : Salvatore « Sal » Angioli (Adam Ferrara)
- 2018 : Jean-Christophe et Winnie : Porcinet (Nick Mohammed) (voix)
- 2019 : Le Roi lion : voix additionnelles
- 2022 : White Noise : Dr Lu (Francis Jue)
- 2023 : Oppenheimer : Giovanni Rossi Lomanitz (en) (Josh Zuckerman)

#### Films d'animation
- 1948[n 2] : Mélodie Cocktail : Johnny Pépin-de-Pomme
- 1957[n 3] : La Reine des neiges : le prince et la vieille voleuse
- 1962[n 4] : Les Cygnes sauvages : l'un des frères
- 1977[n 5] : Le Dernier Pétale : Victor
- 1977[n 6] : Les Aventures de Winnie l'ourson : Porcinet
- 1983 : Olivier et le Dragon vert : Timpousse
- 1991[n 7] : Nadia, le secret de l'eau bleue, le film : Le Mystère de Fuzzy : Jean
- 1994 : Les Quatre Dinosaures et le Cirque magique : divers enfants
- 1998[n 8] : Spriggan (en) : Little Boy
- 1998 : Charlie, le conte de Noël : Timmy, le premier chiot angélique (roux), fox-terrier, chihuahua
- 1999 : Animaniacs, le film : Wakko et l'étoile magique : Yakko
- 1999 : Babar, roi des éléphants : Zéphyr
- 1999 : Les Secrets merveilleux du Père Noël : Jacques[38]
- 2000 : Casper : Le Nouveau Défi : Casper
- 2001 : Digimon, le film : Agumon et Gabumon
- 2001 : Mickey, la magie de Noël : Peter Pan
- 2002 : Peter Pan 2 : Retour au Pays imaginaire : Peter Pan
- 2002 : Winnie l'ourson : Bonne Année : Porcinet
- 2003 : Frère des ours : l'écureuil no 2
- 2003 : Les Aventures de Porcinet : Porcinet
- 2004 : Le Roi lion 3 : Hakuna Matata : voix additionnelles
- 2004 : Les Aventures de Petit Gourou : Porcinet
- 2004 : Le Noël des 9 chiens : Cheech, Fetch, l'elfe Numéro 2, Minus, voix additionnelles
- 2004 : Winnie l'ourson : Je t'aime toi ! : Porcinet
- 2005 : Winnie l'ourson et l'Éfélant : Porcinet
- 2005 : Winnie l'ourson : Lumpy fête Halloween : Porcinet
- 2005 : Winnie l'ourson : 123 : Porcinet
- 2006 : Cars : Wingo
- 2011 : Winnie l'ourson : Porcinet
- 2013 : Monstres Academy : Chip Goff
- 2014 : Les Pingouins de Madagascar : Dynamite
- 2016 : Ballerina : Mathurin
- 2022 : Entergalactic : Downton Pat[n 9]
- 2023 : Il était une fois un studio : Peter Pan (court métrage)
- 2023 : Wish, Asha et la bonne étoile : Safi[n 10]

### Télévision

#### Téléfilms
- 1990 : « Il » est revenu : Richie jeune (Seth Green) (1er et 2e doublages)
- 1990 : L'Île au trésor : Jim Hawkins (Christian Bale)
- 1997 : Le Fantôme d'Halloween : Dewey Todd (John Franklin)
- 2003 : À nous de jouer (en) : Stick Goldstein (Jase Blankfort)
- 2008 : Une leçon de vie : Jeff (Johnny Pacar)
- 2009 : Amour rime avec toujours : Scott Holland (Colton Haynes)
- 2013 : Saige Paints the Sky (en) : David Coperland (Kerr Smith)
- 2017 : Psych: The Movie : Sam Sloan (Sam Huntington)

#### Séries télévisées
- Kerr Smith dans (16 séries) :
  - Alerte à Malibu (1998) : Sean (saison 9, épisode 5)
  - Dawson (1998-2003) : Jack McPhee (113 épisodes)
  - Miss Match (2003) : Santa Claus (épisode 10)
  - Charmed (2004-2005) : Kyle Brody (saison 7)
  - Les Experts : Miami (2005) : Matthew Wilton (saison 6, épisode 18)
  - The Closer : L.A. enquêtes prioritaires (2005) : Blake Rawlings (saison 1, épisode 8)
  - DOS : Division des opérations spéciales (2005-2006) : le capitaine Bobby Wilkerson (16 épisodes)
  - Justice (2006) : Tom Nicholson (13 épisodes)
  - Les Experts : Manhattan (2007) : Drew Bedford (saison 4)
  - Eli Stone (2008-2009) : Paul Rollins (saison 2)
  - The Forgotten (2009) : Patrick Dent (épisode 2)
  - NCIS : Enquêtes spéciales (2011) : le lieutenant Jonas Cobb (saison 8, épisodes 23 et 24)
  - The Fosters (2014-2018[n 11]) : Robert Quinn (19 épisodes)
  - NCIS : Los Angeles (2019) : David Ross (saison 10, épisodes 14 et 15)
  - Riverdale (2019-2020) : le principal Holden Honey (saison 4)
  - The Resident (2021) : Jacob Yorn (saison 4)
- Josh Brener dans :
  - The Middle (2014) : Julian (saison 5, épisode 22)
  - Silicon Valley (2014-2019) : Nelson « Grosse Tête » Bighetti (53 épisodes)
  - Modern Family (2019) : Carl (saison 10, épisode 17)
  - The Last of Us (2023) : le présentateur (saison 1, épisode 1)
- Dustin Diamond dans :
  - Sauvés par le gong (1989-1993) : Samuel « Screech » Powers (82 épisodes)
  - Sauvés par le gong : Les Années lycée (1993-1994) : Samuel « Screech » Powers (18 épisodes)
  - Sauvés par le gong : La Nouvelle Classe (1994-1999) : Samuel « Screech » Powers (67 épisodes)
- James Dreyfus dans :
  - Gimme, Gimme, Gimme (en) (1999-2001) : Tom Farrell (19 épisodes)
  - Bette (en) (2000-2001) : Oscar (18 épisodes)
- Shawn Reaves dans :
  - Tru Calling : Compte à rebours (2003-2005) : Harrison Davies (27 épisodes)
  - New York, unité spéciale (2006) : Daniel Hunter (saison 7, épisode 13)
- Sam Huntington dans :
  - Veronica Mars (2004-2005) : Luke Haldeman (saison 1, épisodes 5 et 21)
  - Rosewood (2015-2017) : Mitchie Mendelson (24 épisodes)
- Nick Jonas dans :
  - Smash (2012) : Lyle West (saison 1, épisodes 4 et 15)
  - Scream Queens (2015) : Boone Clemens (saison 1)
- Ludwig Blochberger (de) dans :
  - Commissaire Dupin (2014-2017[n 12]) : le lieutenant Philippe Riwal (5 épisodes)
  - Le Renard (2015-2022) : le commissaire Tom Kupfer (57 épisodes)
- Johan Widerberg dans :
  - Modus (2015) : Lukas Lindgren (saison 1)
  - Spring Tide (2016-2018) : Minken (12 épisodes)
- Lenny Platt (en) :
  - Quantico (2016) : Drew Perales (saison 1)
  - The Hot Zone (2019) : le capitaine Kyle Orman (saison 1)
- John Cameron Mitchell dans :
  - Vinyl (2016) : Andy Warhol (3 épisodes)
  - The Good Fight (2017-2019) : Felix Staples (4 épisodes)
- 1984 : L'Homme qui tombe à pic : Chuck (Jack Black) (saison 3, épisode 22)
- 1987-1988 : Madame est servie : Jesse Nash (Scott Bloom (en)) (8 épisodes)
- 1988-1989 : Bonjour, miss Bliss : Zachary « Zach » Morris (Mark-Paul Gosselaar) (13 épisodes)
- 1988-1992 : Les Années collège : Derek « Wheels » Wheeler (Neil Hope) (61 épisodes)
- 1989 : Mariés, deux enfants : Bud Bundy (David Faustino) (1re voix, saison 1)
- 1989 : Une vraie petite famille : Coop Stewart (Gabriel Damon) (mini-série)
- 1990-1993 : Docteur Doogie : Vinnie Delpino (Max Casella) (97 épisodes)
- 1990-1995 : Petite Fleur : Joey Russo (Joseph Lawrence) (114 épisodes)
- 1995 : Les Maîtres des sortilèges : Alex Katsonis (Brian Rooney (en)) (26 épisodes)
- 1995-1996 : American Gothic : Caleb Temple (Lucas Black) (22 épisodes)
- 1996 : La Légende d'Aliséa : Damien enfant (Oliver Christian Rudolf) (mini-série)
- 1996-1998 : Beetleborgs : Drew McCormick/Beetleborg Stinger Bleu/Beetleborg Chromium Or (Metallix) (Wesley Barker) (89 épisodes)
- 1996-2000[n 13] : Kenan et Kel : Kel Kimble (Kel Mitchell) (65 épisodes)
- 1996-2000 : La Vie à cinq : Will McCorkle (Scott Grimes) (70 épisodes)
- 1996-2003 : Sept à la maison : Jimmy Moon (Matthew Linville (de)) (21 épisodes)
- 1997 : Nés à Chicago (en) : Billy Kulchak (David Krumholtz) (13 épisodes)
- 1997-1998 : Notre belle famille : Mark Foster (Christopher Castile) (2e voix, saison 7)
- 1997-1998 : Les Incroyables Pouvoirs d'Alex : Hunter Reeves (Will Estes) (6 épisodes)
- 1998 : That '70s Show : Buddy Morgan (Joseph Gordon-Levitt) (saison 1, épisode 11)
- 1998-1999 : La Nouvelle Famille Addams : Pugsley Addams (Brody Smith) (65 épisodes)
- 1998-1999 : Moesha : Antonio (Jon Huertas) (saison 4)
- 1999-2000 : Zoé, Duncan, Jack et Jane : Duncan Milch (David Moscow) (26 épisodes)
- 1999-2000 : Les Nomades du futur : Noah Daniels (Jeffrey Walker) (51 épisodes)
- 2000-2003 : La Guerre des Stevens : Alan Twitty (A. J. Trauth (en)) (56 épisodes)
- 2000-2002 : Caitlin Montana : Griffen Lowe (Jeremy Foley) (52 épisodes)
- 2001 : Aux portes du cauchemar : Jeremy Clark (Josh Zuckerman) (épisode 8)
- 2001-2002 : Un père peut en cacher un autre (en) : Josh (Ben Indra) (20 épisodes)
- 2001-2003 : Le Livre de Winnie l'ourson : Porcinet (John Fiedler et Jeff Bennett) (voix)
- 2002 : Sur écoute : Wallace (Michael B. Jordan) (saison 1)
- 2002-2004 : Smallville : Eric Summers (Shawn Ashmore) (saison 1, épisode 12 et saison 3, épisode 9)
- 2002-2009 : Degrassi : La Nouvelle Génération : Craig Manning (Jake Epstein) (91 épisodes)
- 2003 : Six Feet Under : Terry (Matt Winston (en)) (saison 3, épisode 5)
- 2003 : The Shield : Kyle (Jason Earles) (saison 2, épisode 12)
- 2003-2005 : Gilmore Girls : Kyle (Chauncey Leopardi) (5 épisodes)
- 2004 : NCIS : Enquêtes spéciales : Darin Spotnitz (Adam Wylie) (saison 1, épisode 17)
- 2004-2005 : Oobi : Angus (Matt Vogel) (26 épisodes)
- 2005-2006 : Everwood : Kyle Hunter (Steven R. McQueen) (saison 4)
- 2006 : Saved : Misha (Christopher Redman) (4 épisodes)
- 2009 : Breaking Bad : Getz (DJ Qualls) (saison 2, épisode 8)
- 2009-2010 : Lost : Les Disparus : Neil Frogurt (Sean Whalen) (4 épisodes)
- 2009-2014 : Glee : Jacob Ben Israel (Josh Sussman) (24 épisodes)
- 2010-2015 : Rookie Blue : Dov Epstein (Gregory Smith) (74 épisodes)
- 2010-2017 : Pretty Little Liars : Toby Cavanaugh (Keegan Allen) (90 épisodes)
- 2010-2018 : The Middle : Chuck (Greg Cipes) (13 épisodes), Matt (Moisés Arias) (saison 3) et Dr Ted Goodwin (Jack McBrayer) (9 épisodes)
- 2011 : Physique ou Chimie : Toño Alamillo (Víctor Palmero (es)) (saison 7)
- 2011 : Body of Proof : David Morton (Daniel Mk Cohen) (saison 2, épisode 7)
- 2012 : Weeds : R. J. (Dominic Dierkes (en)) (saison 8)
- 2013 : Once Upon a Time : Felix (Parker Croft) (11 épisodes)
- 2013 : Atlantis : Heptarian (Oliver Walker (en)) (saison 1)
- 2013 : Switched : Mac (Morgan Krantz (it)) (saison 2)
- 2013-2014 : Real Humans : 100 % humain : Oscar (Max Vobora) (5 épisodes)
- 2014 : Girls : Joe (Michael Zegen) (saison 3)
- 2014 : Love/Hate (en) : Scotty (Paul Brannigan) (saison 5)
- 2016 : Penny Dreadful : Renfield (Samuel Barnett) (saison 3)
- 2016 : Frankenstein Code : Otto Goodwin (Adhir Kalyan) (11 épisodes)
- 2016-2019 : The Tick : Arthur Everest (Griffin Newman (en)) (22 épisodes)
- 2018 : Heathers : Ram Sweeney (Cayden Boyd) (4 épisodes)
- 2018 : Lodge 49 (en) : Avery (Tyson Ritter) (5 épisodes)
- 2018 : 1983 : Jakub Suchoparski (Tomasz Włosok (pl))
- 2018 : Meurtres à Sandhamn : Isak (Charlie Petersson (sv)) (saison 6, épisode 2)
- 2018-2019 : Les Médicis : Maîtres de Florence : Giuliano de Médicis (Bradley James) (11 épisodes)
- 2019 : What We Do in the Shadows : Paul (Paul Reubens) (saison 1, épisode 7)
- 2020 : Harry Bosch : Alex Sands (Jon Fletcher) (saison 6)
- 2020-2022 : Big Sky : Jerrie Kennedy (Jesse James Keitel) (25 épisodes)
- 2021 : American Horror Story : Mickey (Macaulay Culkin) (saison 10)
- depuis 2021 : Acapulco : Beto (Lobo Elías)
- 2022 : Peacemaker : Adrian Chase / Vigilante (Freddie Stroma)
- 2023 : Abysses : Max (Michele Favaro) (mini-série)
- 2023 : Signe astrologique : Vierge : Sam Spiegel (Ari Frenkel)
- 2023 : Chargés à bloc : Chen (Mark Daugherty) (épisodes 1 et 2)
- 2024 : Cristóbal Balenciaga : Ramón Esparza (es) (Adam Quintero) (mini-série)
- 2024 : Manhunt (en) : Louis J. Weichmann (C. J. Hoff) (mini-série)
- 2024 : My Lady Jane (en) : le narrateur (Oliver Chris) (voix)
- 2024 : Queen Woo (en) : Mo Chi (Lee Hae-woo)
- 2025 : Mercredi : Isaac / Slurp (Owen Painter) (saison 2)

#### Séries d'animation
- 1981-1982[n 14] : La Reine du Fond des Temps : Edouard
- 1987-1988 : Robotech : Rick Hunter
- 1988 : Les Petits Malins : Chami (voix de remplacement)
- 1989-1990[n 15] : Erika : Richie, M. Juin, Kevin et Anthony
- 1989-1990 : Tic et Tac, les rangers du risque : Roger, Elliott et David
- 1990 : Peter Pan : Peter Pan
- 1990 : Superman[39] : un étudiant, un ami de Clark (épisode 11)
- 1991 : Nadia, le secret de l'eau bleue : Jean
- 1991 : Les Tiny Toons : Frank (épisode 2)
- 1991 : Les Jumeaux du Bout du Monde : Jules
- 1991 : Théo ou la Batte de la victoire : voix additionnelles
- 1992-1994[n 16] : La Petite Sirène : Oursounet
- 1993 : Cours Annie, cours[40] : voix diverses
- 1993-1994 : Les Voyages de Corentin : Kim
- 1993-1994 : Les Pastagums : l'Empereur (1re voix)
- 1994-1999[n 17] : Mais où se cache Carmen Sandiego ? : Zack
- 1994-1995 : Street Sharks : Les Requins de la ville : Bends
- 1994-1998 : Animaniacs : Yakko
- 1995 : Les Aventures de Robin des Bois : Robin
- 1996 : Scooby-Doo : Agence Toutou Risques : Sammy (saisons 2 à 4)
- 1996[n 18] : Black Jack : Lesley Harris (OAV 5)
- 1996-1997 : Street Sharks : Bends
- 1996-1998 : Les Spectraculaires Nouvelles Aventures de Casper : Casper
- 1997 : Sinbad le marin[41] : Hakim
- 1997 : C Bear et Jamal[42] : Jamal
- 1997 : La Patrouille des Aigles[43] : Mickey Dugan et Otto le robot
- 1997 : Mighty Ducks : voix additionnelles
- 1998 : Timon et Pumbaa : le neveu de Rafiki
- 1998 : Le Livre de la jungle, souvenirs d'enfance : Prince Louie
- 1998 : Teddy et Annie[44] : Teddy
- 1998-1999 : Hercule : Icare
- 1998-1999 : Jerry et ses copains : Jerry
- 1998-1999[n 19] : Flint le détective : Tony et Merlock
- 2000 : Babar (saison 6) : Zéphyr
- 2000-2002 : Digimon Adventure : Koromon, Agumon et Chuumon
- 2001 : Drôles de petits monstres : Franki et Maximilien le zombie
- 2001-2003 : Disney's Tous en boîte : Peter Pan et Porcinet
- 2001-2003 : Ginger : Darren Patterson et Carl Foutley
- 2001-2003 : Digimon Adventure 02 : Koromon, Agumon et Michael (1re voix)
- 2002-2003 : Pigeon Boy[45] : ?
- 2002-2004[46] : Fillmore ! : Cornelius Fillmore
- 2002-2005 : Stanley : Lionel
- 2002-2005 : ¡Mucha Lucha! : Ricochet
- 2003 : Nom de code : Kids Next Door : Reginald Uno alias Numéro un (1re voix, saison 1)
- 2003-2006 : Baby Looney Tunes : Sylvestre
- 2004-2008 : Flatmania : Vincent
- 2005 : Skyland : Lucas (épisode 18)
- 2005-2006 : Teen Titans : Les Jeunes Titans : Kid Flash
- 2005-2014 : Bienvenue à Lazy Town : Ziggy
- 2006 : Jackie Chan : Ice (épisode 85), Larry (épisode 89)
- 2006-2007 : Shaolin Wuzang : Luyen
- 2006-2008 : Ozie Boo ! : Ned, Fred et chœurs
- 2006-2008 : Manon : ?
- 2006-2010 : Fifi et ses floramis : Pipo et Bavouille
- 2007 : Atout 5 : Nikolaï
- 2007-2008 : Le Chat de Frankenstein : Roland "Casse-Pieds"
- 2007-2010 : Mes amis Tigrou et Winnie : Porcinet
- 2007-2011 : SamSam : SamNounours (1re voix, saison 1)
- 2009 : Archer : Noé (1re voix)
- 2009-2014 : Le Petit Nicolas : Agnan et Georges
- 2009-2014 : Les Pingouins de Madagascar : Dynamite
- 2010 : Batman : L'Alliance des héros : Speedy (épisode 34)
- 2010-2011 : Cars Toon : Wingo et Sparky
- 2011 : Jake et les Pirates du Pays imaginaire : Peter Pan (épisode spécial Le Retour de Peter Pan)
- 2011 : Rekkit : spectateur aux cheveux longs (saison 1, épisode 2), l'acteur de la pub (saison 1, épisode 21)
- 2011-2012 : Hero: 108 : ?
- depuis 2011 : Bubulle Guppies : Phil et Ronny
- 2012 : Monsuno : Jon Ace
- 2012 : Les Escapades de Winnie l'ourson : Porcinet
- 2012-2016 : Martine : Jean
- 2015 : Teen Titans Go! : Kid Flash (1re voix - épisode 2, épisode 35)
- 2015-2018 : Dinotrux : Zoutil
- 2016 : Le Show de M. Peabody et Sherman : John Newberry (saison 2, épisode 4), Emcée (saison 2, épisode 5)
- depuis  2017 : Les Sisters : voix additionnelles
- 2018 : Planète Harvettes : Casper
- 2018-2020 : Our Cartoon President (en) : Donald Trump, Jr.
- 2018-2024 : Captain Tsubasa : Takeshi Sawada
- 2019 : Mr. Magoo : Weasel
- 2020 : Coache-moi si tu peux : Laurent
- 2021 : M.O.D.O.K. : Super-Adaptoïde
- 2021 : Centaurworld (en) : Zulius
- 2024 : Blue Lock : Hoichi (saison 2)

### Jeux vidéo
- 1997: Tim 7 lance un s.o.s.: Tim 7
- 2002 : Kingdom Hearts : Peter Pan et Porcinet
- 2002 : Winnie l'ourson : C'est la récré ! : Porcinet
- 2003 : Les Aventures de Porcinet : Porcinet
- 2005 : Kingdom Hearts 2 : Peter Pan, Porcinet, Roxas
- 2005 : Winnie l'ourson : À la recherche des souvenirs oubliés : Porcinet
- 2005 : Chicken Little : voix additionnelles
- 2012 : Kinect Héros : Une aventure Disney-Pixar : Peter Pan et Porcinet
- 2021 : Final Fantasy XIV: Endwalker : Growingway
- 2024 : Dragon Age: The Veilguard : Tarquin

### Direction artistique
Sources : RS Doublage sauf précisions.

#### Films
- 1991 : Les Folles Aventures de Bill et Ted
- 2005 : Melissa P., 15 ans
- 2005 : Van Wilder 2 : Sexy Party
- 2005 : Match en famille
- 2006 : She's the Man
- 2006 : Ma finale 66 ou comment la Coupe du monde a ruiné ma bar-mitsvah (en)
- 2006 : La colline a des yeux
- 2007 : La colline a des yeux 2
- 2007 : Permis de mariage[48]
- 2007 : Hot Fuzz
- 2007 : Gone (en)
- 2007 : Big Movie
- 2007 : Juno
- 2008 : Never Back Down
- 2008 : Le Bal de l'horreur
- 2008 : Rachel se marie
- 2008 : Rien que pour vos cheveux
- 2008 : Super blonde
- 2008 : The Rocker
- 2008 : Hamlet 2
- 2009 : L'An 1 : Des débuts difficiles
- 2009 : La Dernière Maison sur la gauche
- 2009 : La Panthère rose 2
- 2009 : Terminator Renaissance
- 2009 : Spartatouille
- 2009 : Bienvenue à Zombieland
- 2009 : Jennifer's Body
- 2009 : Julie et Julia
- 2009 : Dragonball Evolution
- 2010 : The Social Network
- 2010 : Le Plan B
- 2010 : Copains pour toujours[49]
- 2010 : Burlesque
- 2010 : L'Agence tous risques
- 2010 : Mords-moi sans hésitation
- 2011 : The Green Hornet
- 2011 : Millénium : Les Hommes qui n'aimaient pas les femmes[50]
- 2011 : Attack the Block
- 2011 : Zookeeper
- 2011 : Bad Teacher[51]
- 2011 : Jack et Julie[52]
- 2011 : [S]ex List[53]
- 2011 : La Planète des singes : Les Origines
- 2011 : Cowboys et Envahisseurs
- 2011 : Paranormal Activity 3[54]
- 2012 : The Dictator
- 2012 : Crazy Dad
- 2012 : Total Recall : Mémoires programmées
- 2012 : Voisins du troisième type
- 2012 : Paranormal Activity 4
- 2013 : L'Homme aux poings de fer
- 2013 : Happiness Therapy
- 2013 : Mariage à l'anglaise
- 2013 : RIPD : Brigade fantôme[55]
- 2013 : Thor : Le Monde des ténèbres[56]
- 2013 : Carrie : La Vengeance[57]
- 2014 : La Vie rêvée de Walter Mitty[58]
- 2014 : 47 Ronin
- 2014 : Battle of the Year
- 2014 : Paranormal Activity: The Marked Ones
- 2014 : La Planète des singes : L'Affrontement[59]
- 2014 : Nos pires voisins[60]
- 2014 : Sex Tape[61]
- 2014 : Le Septième Fils[62]
- 2015 : L'Interview qui tue ![63]
- 2015 : Inherent Vice
- 2015 : Imitation Game[64]
- 2015 : No Escape
- 2015 : Prémonitions
- 2015 : Paranormal Activity 5 : Ghost Dimension
- 2015 : Superfast 8
- 2016 : Nos pires voisins 2
- 2016 : Independence Day: Resurgence
- 2016 : Colonia
- 2016 : Suicide Squad
- 2016 : A Cure for Life
- 2016 : Rupture
- 2017 : No Way Out
- 2017 : T2 Trainspotting
- 2017 : Kong: Skull Island
- 2017 : Atomic Blonde
- 2017 : Baby Driver
- 2017 : La Planète des singes : Suprématie
- 2017 : La Tour sombre
- 2017 : Justice League
- 2017 : Thor : Ragnarok
- 2017 : Call Me by Your Name
- 2017 : La Forme de l'eau
- 2018 : Contrôle parental
- 2018 : Ant-Man et la Guêpe
- 2018 : Searching : Portée disparue
- 2018 : Venom
- 2018 : Aquaman
- 2018 : Mia et le Lion Blanc
- 2018 : Replicas (avec Alexis Flamant)
- 2019 : Alita: Battle Angel
- 2019 : Captain Marvel
- 2019 : Shazam!
- 2019 : Sœurs d'armes (avec Caroline Fourest)
- 2020 : Birds of Prey et la fantabuleuse histoire de Harley Quinn
- 2020 : Sonic, le film
- 2020 : Promising Young Woman
- 2020 : Les Phénomènes
- 2020 : Le Seul et unique Ivan
- 2020 : Mank
- 2021 : L'ultimo Paradiso
- 2021 : Zack Snyder's Justice League
- 2021 : Méandre
- 2021 : Black Widow
- 2021 : The Suicide Squad
- 2021 : La Main de Dieu
- 2022 : Sonic 2 (avec Barbara Tissier)
- 2022 : Thor: Love and Thunder
- 2022 : Rosaline
- 2022 : Bros
- 2023 : Shazam! La Rage des Dieux
- 2023 : The Marvels
- 2023 : Maestro
- 2023 : Aquaman et le Royaume perdu
- 2024 : La Planète des singes : Le Nouveau Royaume
- 2024 : Sonic 3 (avec Barbara Tissier)
- 2025 : Fountain of Youth
- 2025 : Superman
- 2025 : Y a-t-il un flic pour sauver le monde ?

#### Films d'animation
- 2005 : Final Fantasy VII: Advent Children
- 2006 : Le Vilain Petit Canard et moi
- 2008 : Les Rebelles de la forêt 2
- 2013 : Monstres Academy[65]
- 2013 : Le vent se lève[66]
- 2014 : Le Festin[67] (court métrage)
- 2015 : Mune : Le Gardien de la Lune
- 2015 : Les Nouveaux Héros[68]
- 2015 : Vice-versa[69]
- 2015 : Premier rendez-vous ? (court métrage)
- 2020 : En avant
- 2020 : Out (en) (court métrage)
- 2021 : Ron débloque
- 2022 : Buzz l'Éclair
- 2023 : Le Rendez-vous galant de Carl (court métrage)
- 2023 : Élémentaire
- 2023 : Ninja Turtles: Teenage Years (avec Valérie Siclay)
- 2023 : L'Imaginaire
- 2024 : La Légende du tigre

#### Téléfilms
- 1999 : Contrat sur une tueuse
- 2004 : Les Cheetah Girls
- 2004 : Farscape : Guerre pacificatrice
- 2006 : Wendy Wu
- 2007 : Dans la peau d'une ronde
- 2007 : Les Cheetah Girls 2
- 2008 : L'Enfer du mensonge
- 2008 : Les Cheetah Girls : Un monde unique

#### Séries télévisées
- 1999-2003 : Farscape
- 2000-2004 : Six Sexy[70]
- 2005-2006 : Freddie (en)[70]
- 2007-2009 : Flight of the Conchords (saison 1) [70]
- 2007-2012 : Chuck
- 2007-2013 : Skins[70]
- 2009-2018 : The Middle[70]
- 2012 : Partners[71]
- 2015 : Panthers
- 2016 : The Five
- 2016 : The Young Pope (mini-série)
- 2017 : Fearless
- 2018-2019 : Cloak and Dagger
- 2019 : Years and Years
- 2019 : Living with Yourself
- 2020 : The New Pope (mini-série)
- 2020-2021 : Trying (saisons 1 et 2)
- 2020-2021 : El Cid
- 2021 : Falcon et le Soldat de l'Hiver (mini-série)
- 2021 : Losing Alice (mini-série)
- 2021 : Hawkeye (mini-série)
- 2022 : Anatomie d'un divorce (mini-série)
- depuis 2022[n 20] : Héros fragile (avec Matthieu Colnat en saison 2)
- 2024 : Knuckles (mini-série, avec Barbara Tissier)
- 2024 : Before (en) (mini-série)

#### Séries d'animation
- 1995 : Megalopolis[72] (OAV 3 et 4)
- 1996 : Projet G.e.e.K.e.R. (en)[73]
- 2003 : Tedinours[74]
- 2005-2007 : Skyland
- 2006-2008 : Manon[75] (avec Réjane Schauffelberger)
- 2007 : Little People[76]
- 2008 : Blaise le blasé
- 2009-2014 : Le Petit Nicolas
- 2010 : Ozie Boo! Protège ta planète[77]
- 2018 : Star Wars : Forces du destin (saison 2, avec Aurélien Ringelheim)
- 2019-2020 : Fourchette se pose des questions (en)
- depuis 2019 : Harley Quinn (avec Laurent Vernin)
- depuis 2021 : Monstres et Cie : Au travail
- 2024 : Tales of the Teenage Mutant Ninja Turtles : Légendes des Tortues Ninja (avec Valérie Siclay)

#### Jeux vidéo
- 2005 : Kingdom Hearts 2